# Kenji Kikawada
Kenji Kikawada (黄川田 賢司?, Kikawada Kenji; Prefettura di Saitama, 28 ottobre 1974) è un ex calciatore giapponese, di ruolo attaccante.